# Герб Курляндії і Семигалії
Герб Курляндії і Семигалії — у 1575—1795 роках офіційний символ герцогства Курляндії і Семигалії. Щит розтятий і перетятий; у першому і третьому срібному полях — червоний здиблений лев, у другому і четвертому синіх полях — золотий крокуючий олень. Лев — символ Курляндії, олень — символ Семигалії. Використовувався герцогськими династіями Кеттлерів і Біронів, які додавали до нього щиток зі своїми родовими гербами. Ліг в основу герба Курляндського намісництва і губернії Російської імперії.

## Галерея

Малий герб
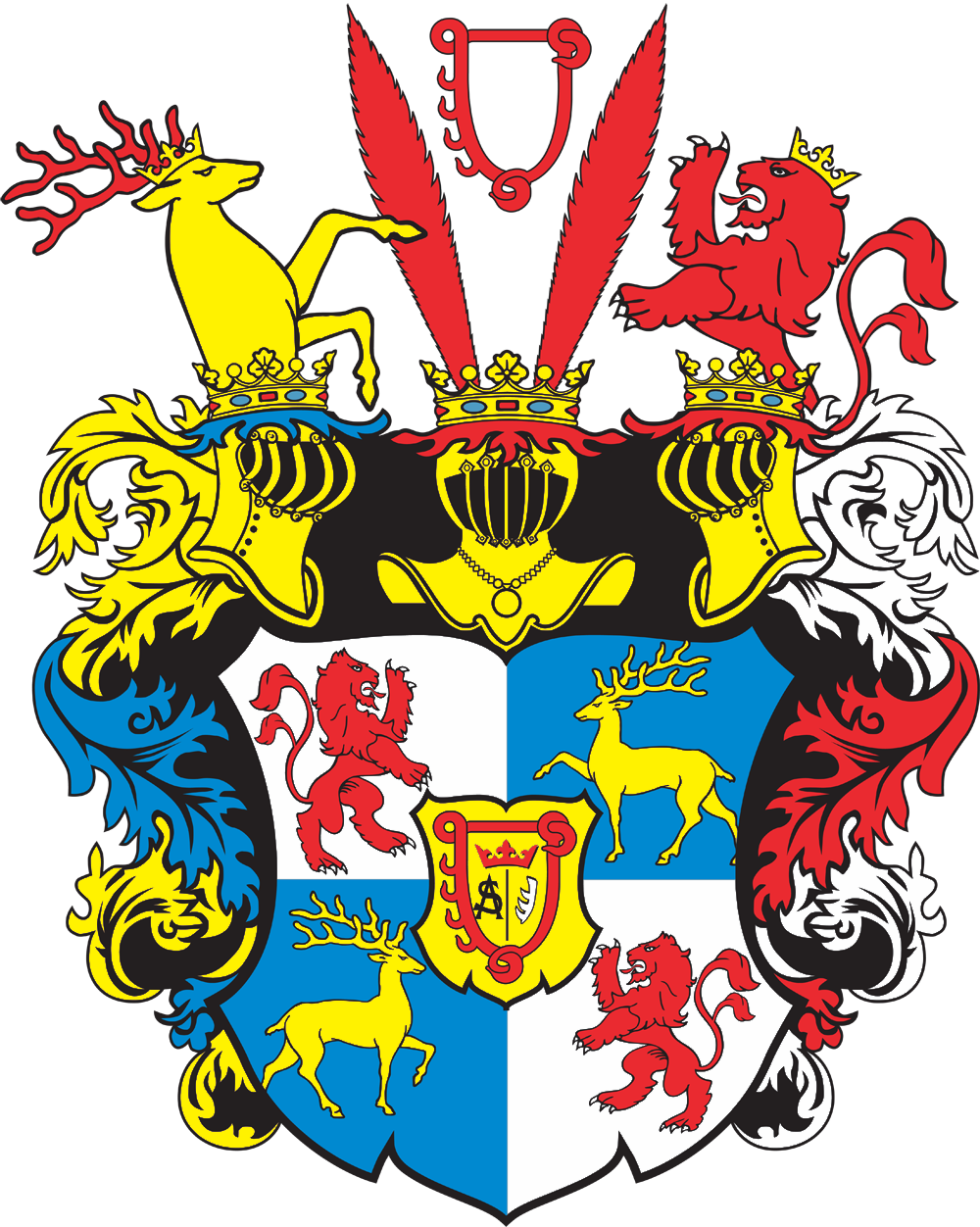
Кеттлери
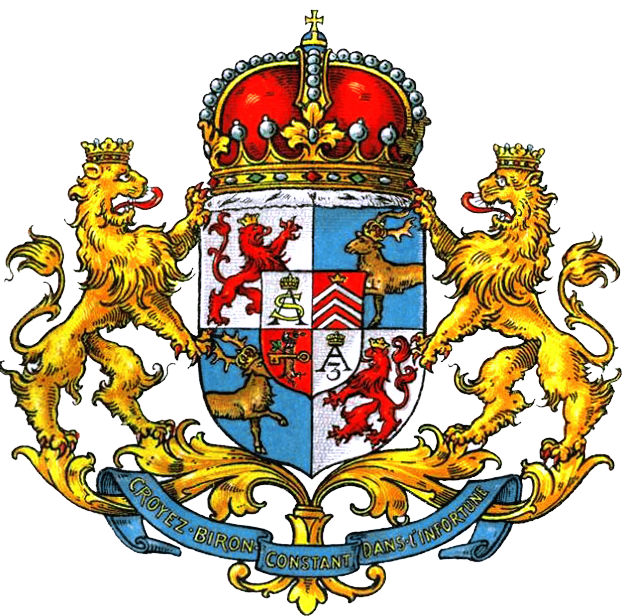
Бірони
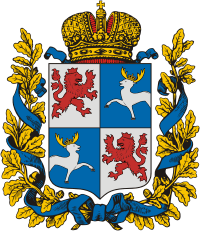
Губернія
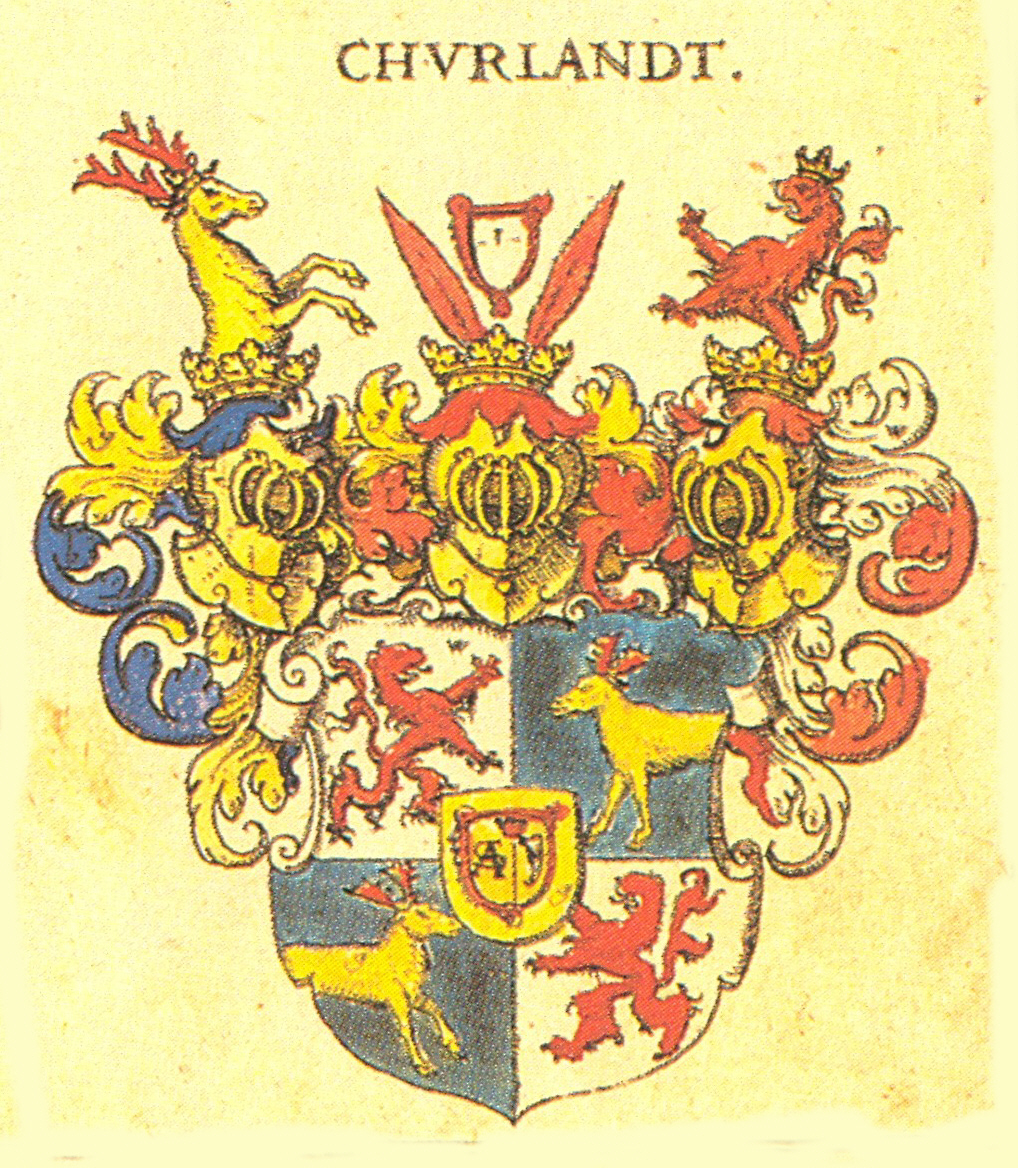
1605
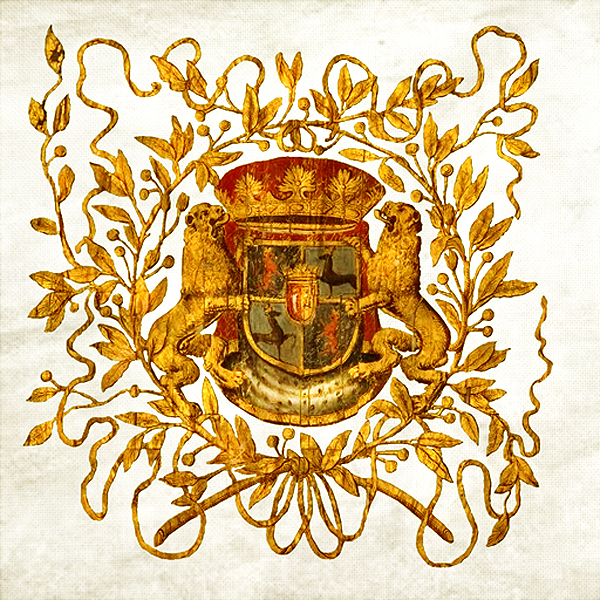
Прапор гренадерського полку (1673)
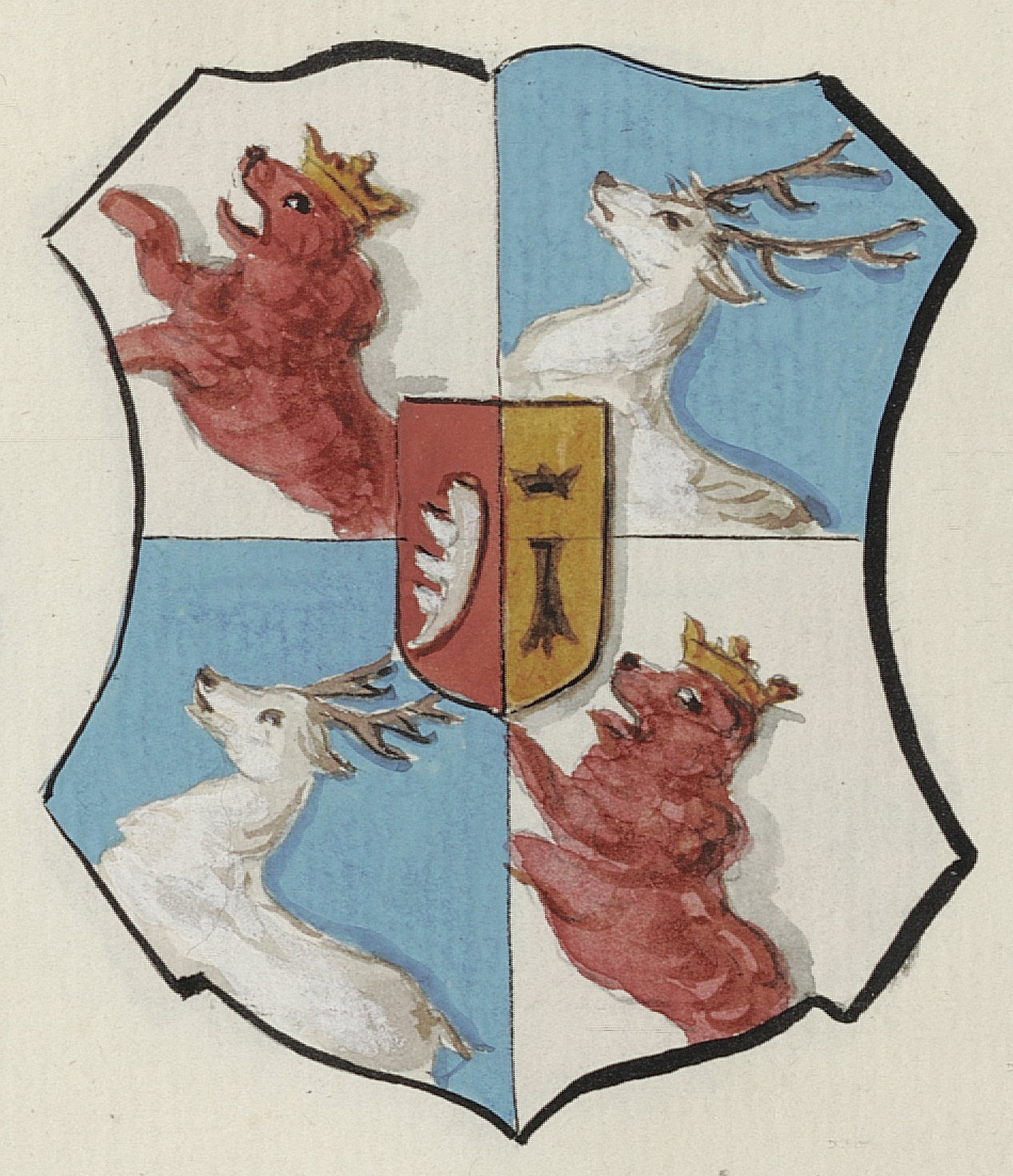
1900
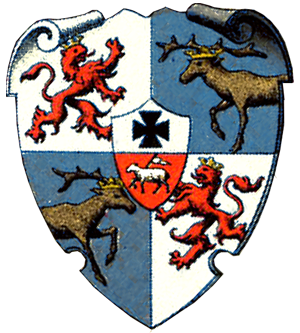
Балтійський гербовник